# Etiuda op. 10 nr 8 (Chopin)

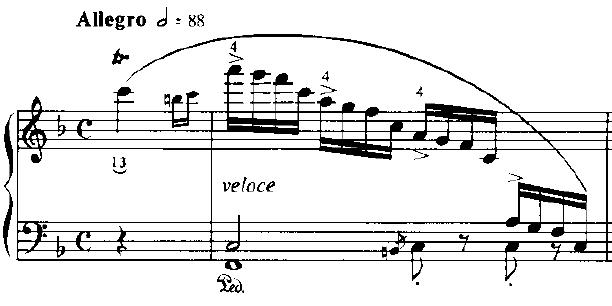
Fragment Etiudy

Etiuda F-dur op. 10 nr 8 – ósma z Etiud Fryderyka Chopina. Została skomponowana na fortepian. Zadedykowana Lisztowi (à son ami Franz Liszt), jak cały opus 10.